# Quintus Braitius Sura
Quintus Braitius Sura (das Cognomen bedeutet „Wade“; auch in der latinisierten Variante Quintus Braetius Sura) war ein römischer Offizier, der im 1. Jahrhundert v. Chr. lebte.
Die Überlieferung bei Plutarch und Appian gibt seinen Gentilnamen zwar als Bruttius wieder, der Fund einer griechischen Inschrift unter einer dem Sura in Larisa gesetzten Statue korrigierte ihn jedoch zu Braitius; sie gibt außerdem den vollständigen Namen inklusive dem Praenomen Quintus an.
Er war im Ersten Mithridatischen Krieg von 88 v. Chr. bis 87 v. Chr. Legat des Prätors Gaius Sentius. In diesem Amt besiegte er den Feldherrn Metrophanes und besetzte die Insel Skiathos. Im Winter 88/87 kämpfte er drei Tage lang bei Chaironeia gegen Archelaos und Aristion und zog sich anschließend nach Makedonien zurück.